# 溴沙特罗
溴沙特罗（INN：broxaterol）是β2肾上腺素受体激动药。它属于影响人体平滑肌受体的药物类别，通常用于对这种类型治疗有反应的呼吸系统疾病，如慢性阻塞性肺病。